# جون فرانسيس ديلون
جون فرانسيس ديلون (بالإنجليزية:John Francis Dillon) (مواليد 13 يوليو 1884 - وفيات 4 أبريل 1934).ممثل ومخرج سينمائي أمريكي في عصر السينما الصامتة . أخرج 130 فيلما بين عامي 1914 و 1934. كما ظهر في 74 فيلما بين عامي 1914 و 1931. ولد في نيويورك، شقيقه روبرت أي ديلون، توفي في لوس انجليس، كاليفورنيا بسبب نوبة قلبية.

## من أعماله
- أصابع الإتهام 1931

## روابط خارجية
- جون فرانسيس ديلون على موقع IMDb (الإنجليزية)
- جون فرانسيس ديلون على موقع ألو سيني (الفرنسية)
- جون فرانسيس ديلون على موقع أول موفي (الإنجليزية)
- جون فرانسيس ديلون على موقع قاعدة بيانات الأفلام السويدية (السويدية)
- جون فرانسيس ديلون على موقع قاعدة بيانات الفيلم (الإنجليزية)
- جون فرانسيس ديلون على موقع كينوبويسك (الروسية)
- جون فرانسيس ديلون على موقع فايند أغريف